# 陶钝
陶钝（1901年—1996年），原名徐宝梯，号步云，男，山东诸城人，中国曲艺研究家、作家，中国文学艺术界联合会原副主席。

## 生平
1931年毕业于北京大学文学系。1949年加入中国作家协会。